# Dirk Hendricksz
Dirk Hendricksz, conosciuto anche come Teodoro d'Errico (Amsterdam, 1544 – Amsterdam, 1618), è stato un pittore olandese.

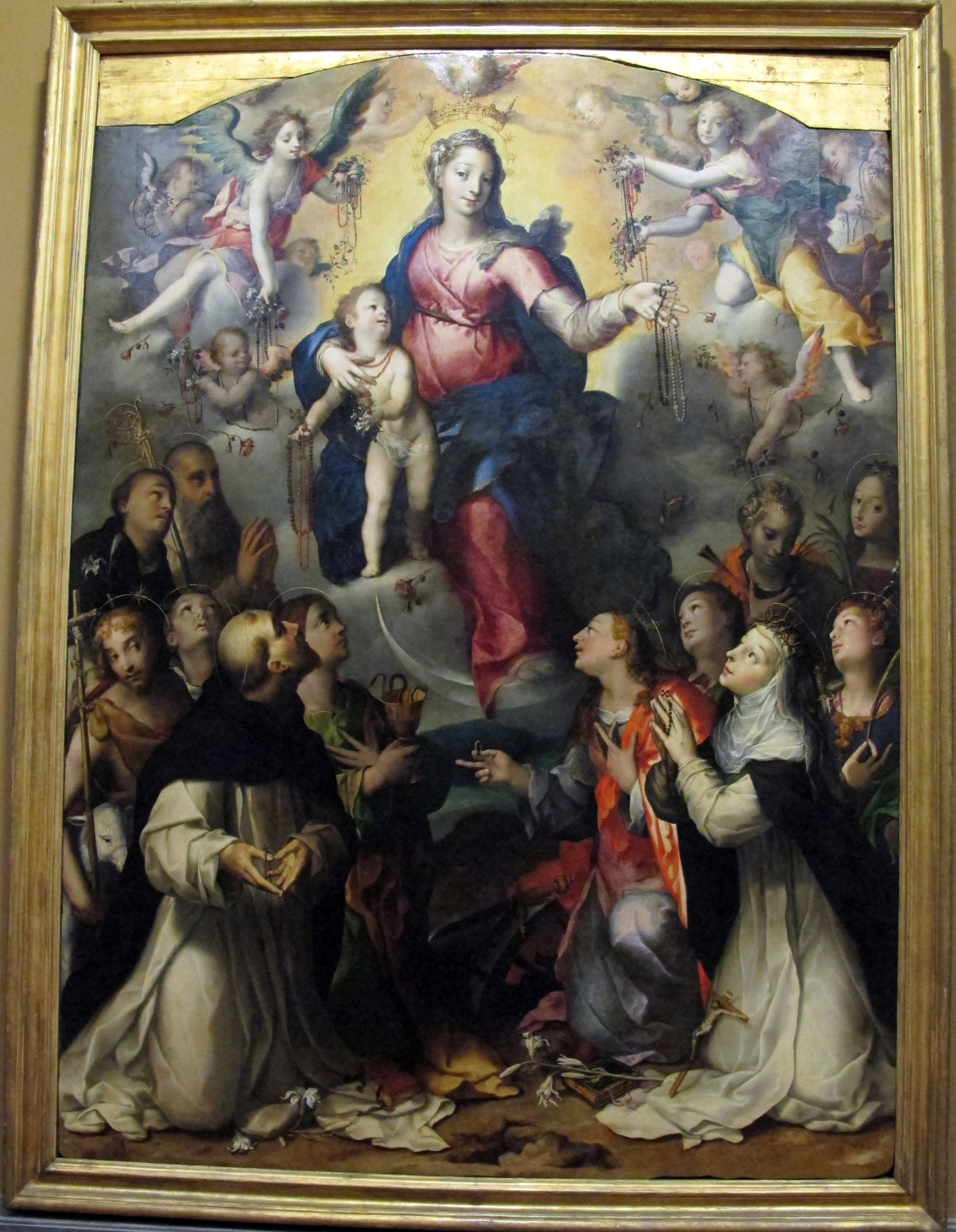
Madonna del Rosario (1578), Museo nazionale di Capodimonte, Napoli

Fu uno dei pittori fiamminghi che più influenzò la cultura pittorica dell'Italia meridionale.
Documentato a Napoli a partire dal 1573, quando realizza per la chiesa di San Severo la pala con Madonna e santi. Il 14 settembre del 1574 fu tra i testimoni di nozze del pittore fiammingo Cornelis Smet.

## Opere
- XVI secolo, Natività di stile fiammingo, olio su tela, attribuzione, opera custodita nella chiesa del Gesù del Collegio dei Gesuiti di Caltagirone.
- XVII secolo, Sant'Onofrio e San Bonaventura, olio su tela, opera custodita nel Convento Eremo di Sant'Onofrio a Casacalenda (Cb) [1].
- XVII secolo, San Francesco e San Bernardino, olio su tela, opera custodita nel Convento Eremo di Sant'Onofrio a Casacalenda (Cb) [2].
- XVII secolo, Dio Padre, olio su tela, Casacalenda (Cb) [3].
- XVII secolo, Annunciazione, olio su tela, opera custodita nel Convento Eremo di Sant'Onofrio a Casacalenda (Cb) [4].
- XVII secolo, Maria Santissima delle Grazie, olio su tela, chiesa santuario della Madonna delle Grazie a Rosello (Ch).
- XVII secolo, Annunciazione - Assunzione, chiesa parrocchiale di Montorio nei Frentani (Cb)

- 1597 "Tondo della Beata Vergine della Provvidenza", olio su tela, chiesa di S. Adriano III di Spilamberto
- 1601, "Cristo portacroce tra i santi Pietro e Paolo", olio su tavola, opera custodita nella Chiesa del Calvario in Bonifati